# Яссер Ібрагім
Яссер Ібрагім Ахмед Ель-Ханафі (араб. ياسر إبراهيم; нар. 10 лютого 1993) — єгипетський футболіст, захисник «Аль-Аглі» (Каїр).

## Клубна кар'єра
Ібрагім почав свою кар'єру в клубі «Мансура», а в жовтні 2013 року приєднався до «Замалека». У січні 2015 року був відданий в оренду до «Смухи» на півтора року, з якою у серпні 2016 року підписав повноцінний контракт. Загалом зіграв за клуб понад 100 ігор в усіх турнірах.
У січні 2019 року перейшов у «Аль-Аглі» (Каїр). У 2020 році він виграв з командою історичний требл, вигравши чемпіонат, кубок країни та Лігу чемпіонів КАФ, а наступного року знову виграв з командою титул найкращої команди Африки.

## Виступи за збірну
Протягом 2011–2013 років залучався до складу молодіжної збірної Єгипту. У її складі він виграв молодіжний чемпіонат Африки 2013 року і отримав можливість зіграти на чемпіонаті світу серед молодіжних команд 2013 року у Туреччині, втім там його команда не вийшла з групи. Згодом з командою до 23 років брав участь на молодіжному (U-23) чемпіонаті Африки в Сенегалі, але і тут його збірна не вийшла з групи.

## Статистика
| Клуб            | Сезон   | Чемпіонат | Чемпіонат | Кубок | Кубок | Міжнародні | Міжнародні | Інші | Інші  | Всього | Всього |
| Клуб            | Сезон   | Ігор      | Голів     | Ігор  | Голів | Ігор       | Голів      | Ігор | Голів | Ігор   | Голів  |
| --------------- | ------- | --------- | --------- | ----- | ----- | ---------- | ---------- | ---- | ----- | ------ | ------ |
| Замалек         | 2013–14 | 10        | 1         | 1     | 0     | 8          | 0          | 0    | 0     | 19     | 1      |
| Замалек         | Всього  | 10        | 1         | 1     | 0     | 8          | 0          | 0    | 0     | 19     | 1      |
| «Смуха»         | 2014–15 | 18        | 0         | 1     | 0     | 9          | 0          | —    | —     | 28     | 0      |
| «Смуха»         | 2015–16 | 17        | 0         | 2     | 0     | —          | —          | —    | —     | 19     | 0      |
| «Смуха»         | 2016–17 | 18        | 0         | 3     | 0     | 0          | 0          | —    | —     | 21     | 0      |
| «Смуха»         | 2017–18 | 30        | 1         | 4     | 1     | —          | —          | —    | —     | 34     | 2      |
| «Смуха»         | 2018–19 | 15        | 0         | 1     | 0     | —          | —          | —    | —     | 16     | 0      |
| «Смуха»         | Всього  | 98        | 1         | 11    | 1     | 9          | 0          | —    | —     | 118    | 2      |
| Аль-Аглі (Каїр) | 2018–19 | 13        | 0         | 0     | 0     | 5          | 0          | 1    | 0     | 19     | 0      |
| Аль-Аглі (Каїр) | 2019–20 | 14        | 1         | 0     | 0     | 8          | 1          | 1    | 0     | 23     | 2      |
| Аль-Аглі (Каїр) | 2020–21 | 18        | 1         | 0     | 0     | 10         | 2          | 3    | 0     | 31     | 3      |
| Аль-Аглі (Каїр) | Загалом | 45        | 2         | 0     | 0     | 23         | 3          | 5    | 0     | 73     | 5      |

Джерело:

## Досягнення

### Клубні
- Чемпіон Єгипту (3):

«Аль-Аглі»: 2018–19, 2019–20, 2022–23
- Володар Кубка Єгипту (3):

«Замалек»: 2013–14
«Аль-Аглі»: 2019–20, 2021–22
- Володар Суперкубка Єгипту (4):

«Аль-Аглі»: 2018, 2021–22, 2022–23, 2023–24
- Переможець Ліги чемпіонів КАФ (3):

«Аль-Аглі»: 2019–20, 2020–21, 2022–23
- Володар Суперкубка КАФ (2):

«Аль-Аглі»: 2021 (травень), 2021 (грудень)
- Чемпіон Африки (U-20) (1):

Єгипет U-20: 2013

### Індивідуальні
- Найкращий бомбардир клубного чемпіонат світу: 2021 (2 голи, разом з 3 іншими гравцями)